# Algèbre modale
En algèbre et en logique, une algèbre modale est une structure {\displaystyle \langle A,\land ,\lor ,-,0,1,\Box \rangle } tel que
- {\displaystyle \langle A,\land ,\lor ,-,0,1\rangle } est une algèbre de Boole (structure),
- {\displaystyle \Box } est un opérateur unaire sur A satisfaisant {\displaystyle \Box 1=1} et {\displaystyle \Box (x\land y)=\Box x\land \Box y} pour tout x, y dans A.

Une algèbre modale fourni des modèles de logiques modales propositionnel de la même manière que les algèbres booléennes sont des modèles de la logique classique. En particulier, la variété de toutes algèbres modales est la sémantique algébrique équivalentes de la logique modale K dans le sens de la logique algébrique abstraite, et le treillis de ses sous-variétés est duellement isomorphe au treillis de logiques modales normales.